# Робин Гътри
Робин Андрю Гътри (на английски: Robin Andrew Guthrie) е шотландски музикант, автор на песни, композитор, звукозаписен продуцент и аудио инженер, най-известен като съосновател на алтернативната рок група Кокто Туинс. По време на кариерата си свири на китара, бас китара, клавишни, барабани и други музикални инструменти, в допълнение към програмирането, семплирането и обработката на звука.

## Кариера
След разпадането на Кокто Туинс през 1998 г. Гътри издава първия си солов запис, Imperial, през 2003 г. с Бела Юниън Рекърдс. Следващата версия на Гътри, която е написана в съавторство с Херълд Бъд, е филмовата музика за Mysterious Skin на Грег Араки. Саундтракът е издаден през май 2005 г. от Комоушън и се състои от 15 пълни песни, базирани на кратките парчета, използвани във филма.
През 2006 г. Гътри подписва соло договор за четири албума с Дарла Рекърдс, първият продукт от който е албумът Continental. През февруари 2007 г. американският уебзин Somewhere Cold гласува за най-добрия албум на континента за 2006 г. в Залата на славата на наградите Somewhere Cold за 2006 г. и класира Гътри за изпълнител на годината. Впоследствие той издава два миниалбума с четири песни – Everlasting и Waiting for Dawn.
Още две сътрудничества с Херълд Бъд (който преди това е обявил музикалното си оттегляне) са издадени едновременно през 2007 г.: After the Night Falls и Before the Day Breaks, които са съвместно композирани, копродуцирани и изсвирени с Бъд. Подобно на саундтрака към Mysterious Skin, и двата албума са бавни и използващи основно обработена китара и пиано.
Той също си сътрудничи с певицата Siobhan de Maré (бивш член на група Моно) и с групата Вайълет Индиана. Първият им дългосвирещ албум, Roulette, е издаден през 2001 г. През 2004 г. последва втори албум, Russian Doll. През март 2006 г. Гътри съобщава в своя блог, че групата е започнала отново работа по нов материал.
През май 2009 г. Mirrorball – сътрудничество с дължина на албум между Гътри и Джон Фокс, е издаден от Метамейтик Рекърдс.
Нов солов албум, Carousel, е издаден чрез Рокет Гърл в Европа на 1 септември 2009 г. и Дарла Рекърдс на 15 септември 2009 г. Освен това Гътри издава миниалбума Angel Falls в началото на 2009 г. и миниалбума Songs to Help My Children Sleep през октомври 2009 г. Друг миниалбум – Sunflower Stories е издаден през март 2010 г
Най-новите издания на Гътри са Emeralds (2011) и два съвместни албума с Херълд Бъд, Bordeaux и Winter Garden (с Ералдо Берноки) (и двата от 2011 г.).
Той свири на китара в песента на Телефон Те Авив „The Sky Is Black“ от миниалбума The Birds (2012). На 26 ноември 2012 г. Гътри издава Fortune – най-новия си дългосвирещ албум.
През 2015 г. той и приятелят му Марк Гардънър от Райд пишат, изпълняват и записват заедно албума Universal Road.
Гътри прави турнета на живо под името "The Robin Guthrie Trio", състоящо се от него, Стив Уилърr (бас) и Анти Макинен (барабани). 
Работи и живее във Франция със съпругата си Флоранс.

## Записна и продуцентска дейност
През 1986 г. Робин Гътри продуцира четвъртия студиен албум на Фелт Ignite the Seven Cannons, а на следващата година – четвъртия студиен албум на Гън Клъб Mother Juno в Берлин. През 1990 г. продуцира втория миниалбум на Лъш Mad Love и няколко други песни, разпръснати в различни компилационни албуми. Той продължава да продуцира дебютния им албум от 1992 г. Spooky и миниалбума Black Spring (1991).
През 2005 г. Гътри миксира третия студиен албум на Амбър Смит, озаглавен RePRINT, който носи на групата международен успех.

## Дискография

### Соло

#### Студийни албуми
- Imperial (2003)
- Continental (2006)
- Carousel (2009)
- Emeralds (2011)
- Fortune (2012)
- Pearldiving (2021)

#### Саундтракове
- 3:19 - Bande Originale Du Film (2008)

#### Миниалбуми
- Everlasting (2006)
- Waiting For Dawn (2006)
- Songs To Help My Children Sleep (2009)
- Angel Falls (2009)
- Sunflower Stories (2010)
- Mockingbird Love (2021)
- Riviera (2021)
- Springtime (2022)

#### Сътрудничества

##### Студийни албуми
- Music From The Film Mysterious Skin (2005), с Херълд Бъд
- Before The Day Breaks (2007), с Херълд Бъд
- After The Night Falls (2007), с Херълд Бъд
- Mirrorball (2009), с Джон Фокс
- Winter Garden (2011), с Херълд Бъд и Ералдо Берноки
- Bordeaux (2011), с Херълд Бъд
- White Bird In A Blizzard (2014), с Херълд Бъд
- Universal Road (2015), с Марк Гардънър
- Another Flower (2020), с Херълд Бъд

##### Миниалбуми
- Someday (Robin Guthrie Version), с Fawns of Love

### С Кокто Туинс

#### Студийни албуми
- Garlands (1982)
- Head over Heels (1983)
- Treasure (1984)
- Victorialand (1986)
- Blue Bell Knoll (1988)
- Heaven or Las Vegas (1990)
- Four-Calendar Café (1993)
- Milk & Kisses (1996)

#### Сборни албуми
- The Pink Opaque (1985)
- The Box Set (1991)
- BBC Sessions (1999)
- Stars and Topsoil (2000)
- Lullabies to Violaine: Singles and Extended Plays 1982–1996 (2005)
- Lullabies to Violaine, Volume 1: Singles and Extended Plays 1982–1990 (2006)
- Lullabies to Violaine, Volume 2: Singles and Extended Plays 1993–1996 (2006)
- Treasure Hiding: The Fontana Years (2018)

#### Миниалбуми
- Lullabies (1982)
- Peppermint Pig (1983)
- Sunburst and Snowblind (1983)
- The Spangle Maker (1984)
- Aikea-Guinea (1985)
- Tiny Dynamine (1985)
- Echoes in a Shallow Bay (1985)
- Love's Easy Tears (1986)
- Snow (1993)
- Twinlights (1995)
- Otherness (1995)

#### Сътрудничества
- The Moon and the Melodies (с Херълд Бъд) (1986)